# Chapelle Notre-Dame-de-la-Bonne-Fontaine de Domjevin
Pour les autres chapelles sous le vocable de Notre-Dame, voir chapelle Notre-Dame.
La chapelle Notre-Dame-de-la-Bonne-Fontaine, aussi appelée chapelle Notre-Dame-sous-la-Croix ou Notre-Dame-de-la-Croix est une chapelle située à Domjevin en Meurthe-et-Moselle.

## Localisation
Pour y parvenir, traverser le village, continuer en laissant sur la droite la route de Vého. 

La chapelle est construite dans un vallon humide. Une source se trouve au devant et alimente un bassin où l'eau coule toute l'année pour alimenter le ruisseau de Chazal.

## Histoire
Le vocable de Bonne Fontaine n'est utilisé que depuis le XXe siècle. Le titre officiel de la chapelle est Notre-Dame sous la Croix, donné lors de sa bénédiction en 1851. Ce titre peu commun pourrait renvoyer à une Piéta qui pouvait s'y trouver. Cela pourrait être en mémoire d'un hameau qui, dit-on, se trouvait dans le voisinage de la Bonne Fontaine et qui, en 1308, fut anéanti lors d'une incursion messine. Il répondait au nom de Frisonviller, au dire des chroniques, « tout y périt, bestes, mobles, bleif et vin ».
Les générations, en se succédant, se sont transmis un profond respect pour ce lieu sanctifié et une confiance sans limite en la vertu des eaux de la Bonne-Fontaine. Du reste, d’innombrables guérisons de toutes sortes d’infirmités entretenaient, comme elles entretiennent encore aujourd’hui, ce respect religieux et cette filiale confiance. Le pèlerinage à Notre-Dame sous la Croix a été dès longtemps recommandé aux personnes affligées.
La tradition populaire a fait de cet endroit un lieu de culte de la Vierge depuis dit-on des temps immémoriaux, on venait y prier. La dévotion s'est alors transmise de génération en génération. Il n'existait pas de chapelle à cet endroit mais on venait avec une confiance sans limite en la vertu des eaux de la Bonne-Fontaine. Du reste, d’innombrables guérisons de toutes sortes d’infirmités entretenaient, comme elles entretiennent encore aujourd’hui, ce respect religieux et cette filiale confiance. Ainsi, avant la Révolution, on venait déjà à la source, dédiée à Notre-Dame-sous-la-Croix ; elle attirait de nombreux pèlerins depuis plusieurs siècles. Des apparitions y seraient signalées de 1789 à 1803, et augmentent la fréquentation du lieu, malgré les tentatives du régime révolutionnaire pour l'empêcher.
En 1851 une chapelle néogothique est construite à côté de cette fontaine. Elle est appelée « Notre-Dame-de-la-Bonne-Fontaine » ou « Notre-Dame-de-la-Croix ».
En 1944, la nef est détruite, seuls le chœur et la statue de la Vierge restent intacts ; la nef est remplacée par une construction plus moderne. On peut qualifier cette chapelle de haut lieu de la spiritualité du Lunévillois. Près de 5 000 cierges sont brûlés par an par plus de 10 000 visiteurs. C'est un lieu privilégié pour le calme et le recueillement.

## La chapelle
Chœur préservé de style néogothique datant de 1851 sur les plans de Vautrin.
Statue donnée par René-François Régnier en 1856, réalisée à l'image de Notre-Dame des Victoires à Paris.
Nef plus moderne, ouverte sur l'extérieur, elle date de 1952. Elle est due à l'architecte Philippe Legrand.

## Pèlerinage
- Le pèlerinage a lieu le lundi de Pentecôte à 11h.
- Une procession aux flambeaux a lieu chaque 15 août à 20h depuis la croix.

## Prière
| Notre Dame de la Bonne Fontaine, qui vous montrez si compatissante et ne repoussez jamais ceux qui vous invoquent, veuillez exaucer cette humble prière. Que nos enfants grandissent en sagesse et en grâce comme votre Fils Jésus – que les jeunes soient fiers de leur foi et respectent, à votre exemple, la pureté de leur âme. Que tous les chrétiens restent fidèles à l’état de grâce par la confession fréquente, et communient souvent pour mieux ressembler à votre fils. Guérissez nos malades ; donnez aux affligés la résignation dans leur souffrances et la paix du cœur. Aidez la Sainte Église, veillez sur notre Saint Père le Pape, nos Évêques et nos Prêtres, protégez la France. Enfin, Sainte Vierge Marie, écoutez tous ceux qui vous invoquent avec confiance et conduisez-les à leur demeure définitive dans le Ciel. Amen Notre Dame de la Bonne Fontaine, priez pour nous. |

## Galerie

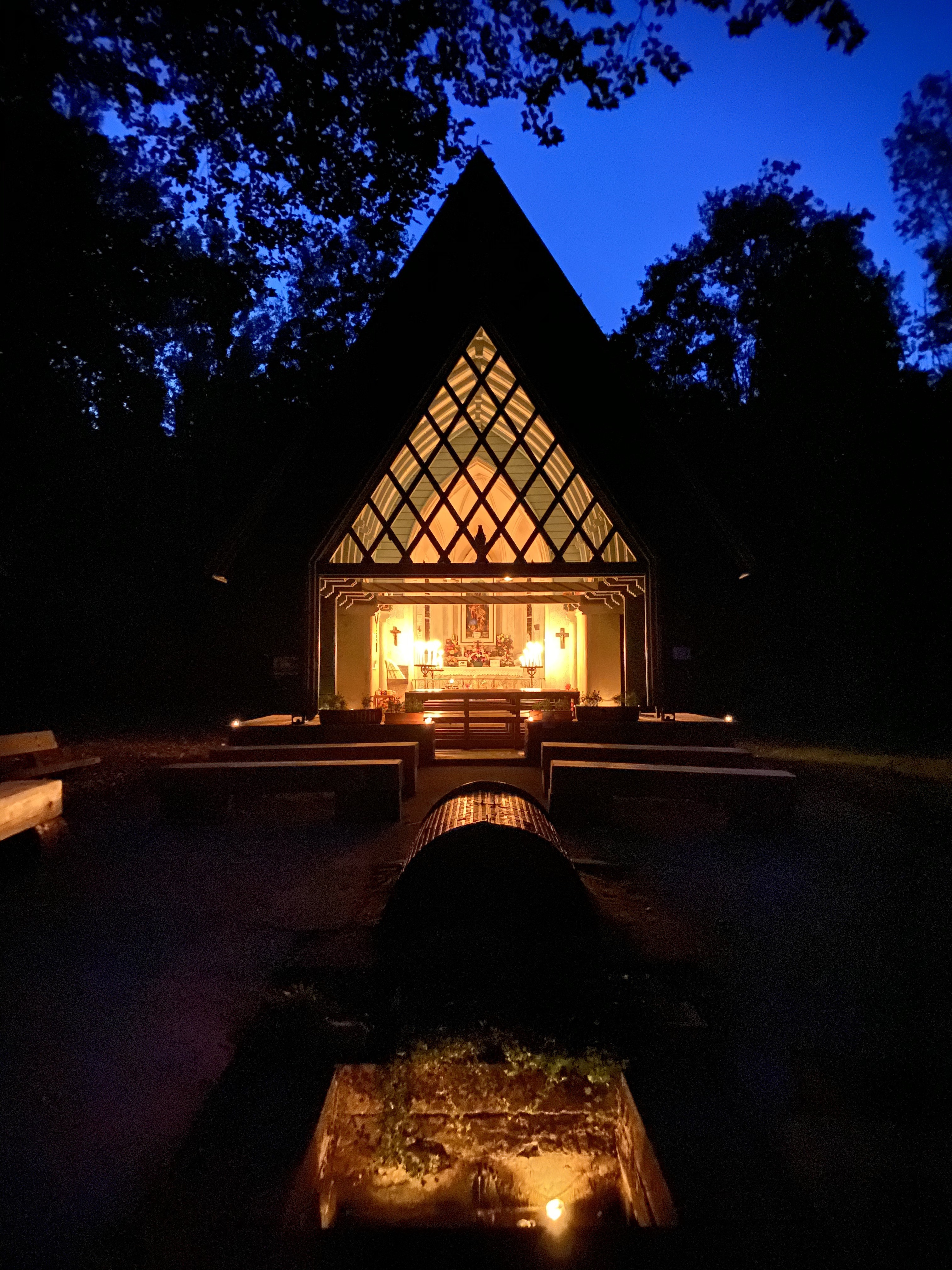
Chapelle le soir du 15 août
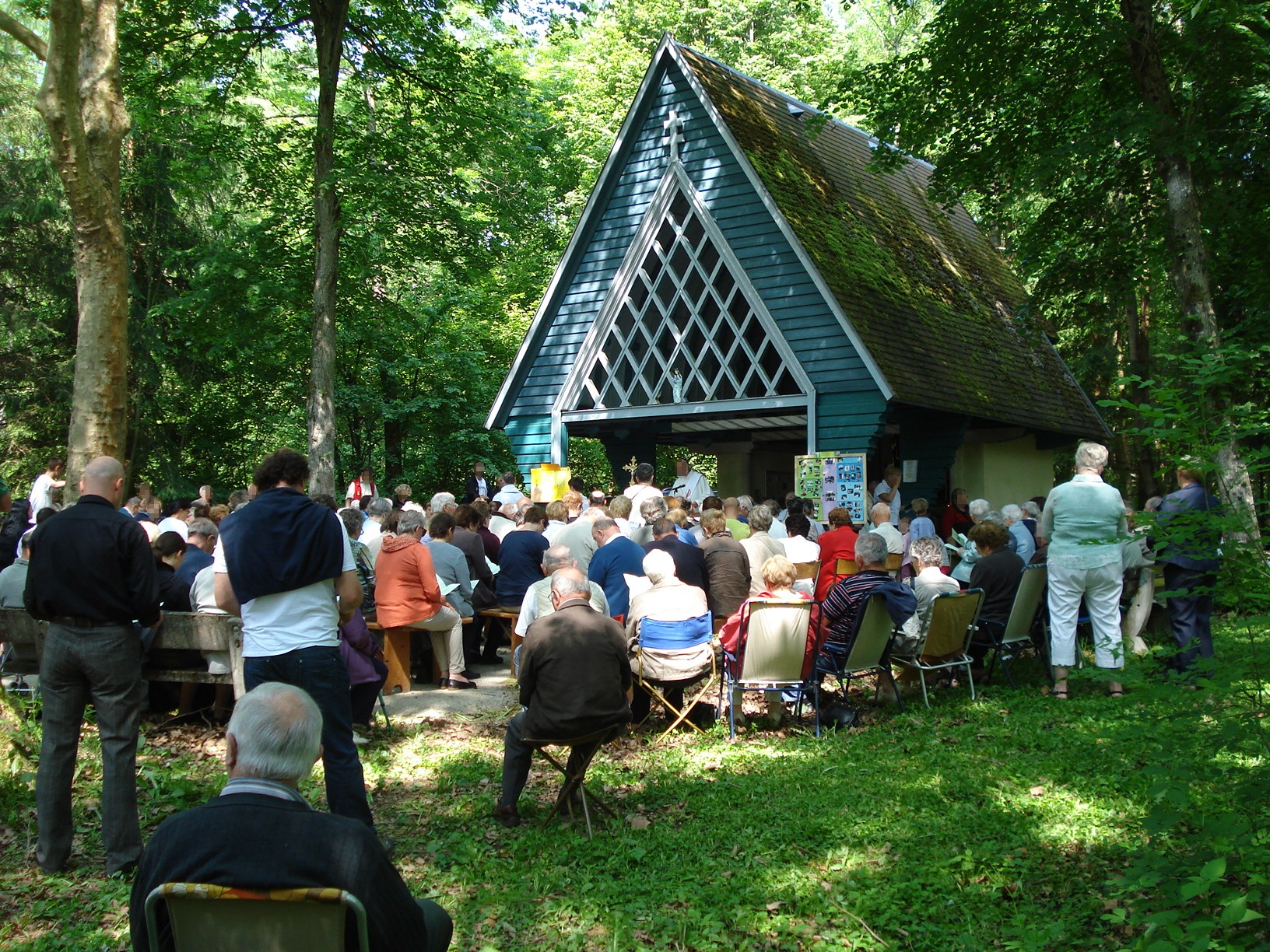
Pèlerinage du lundi de Pentecôte
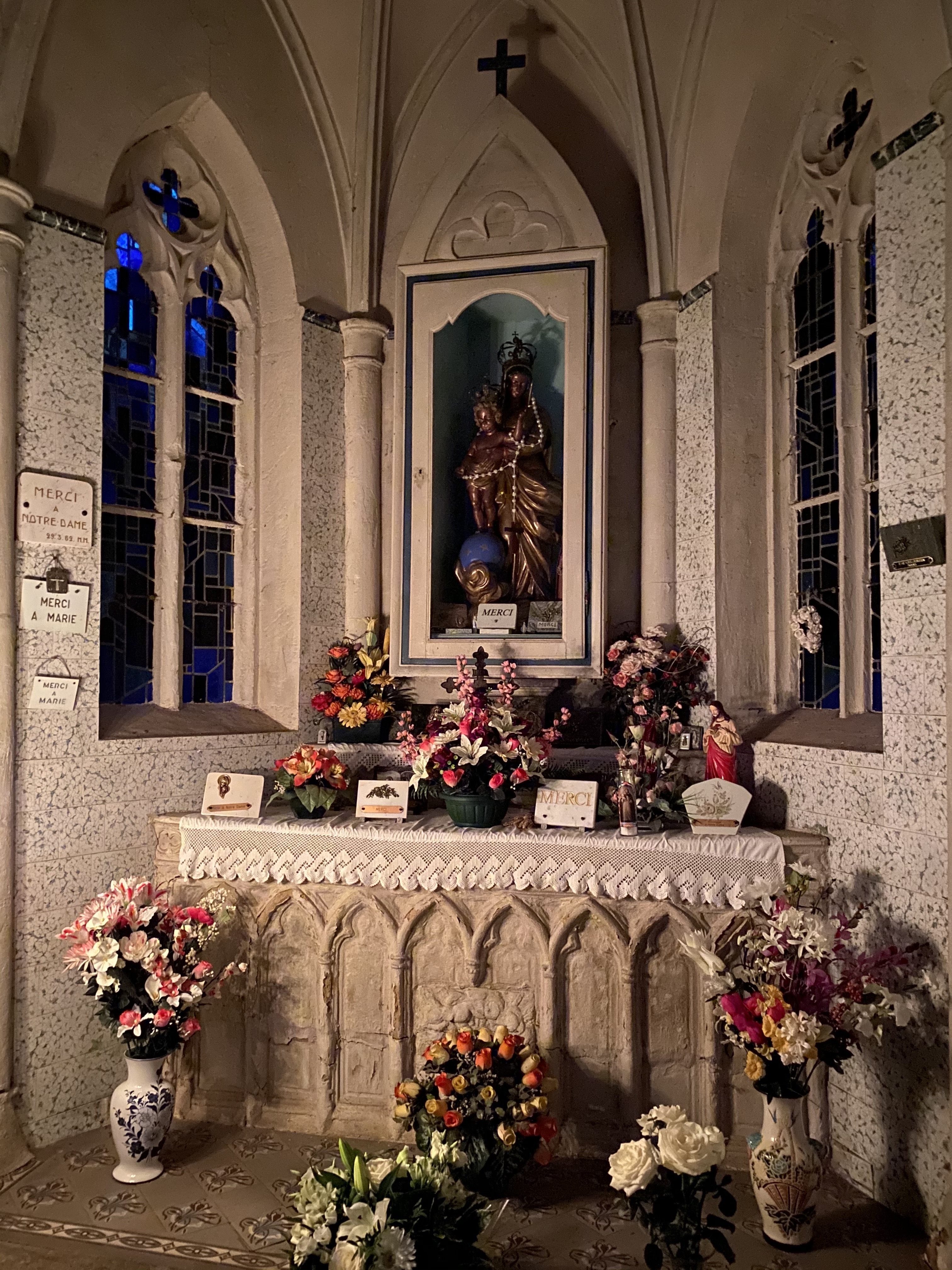
Intérieur le soir
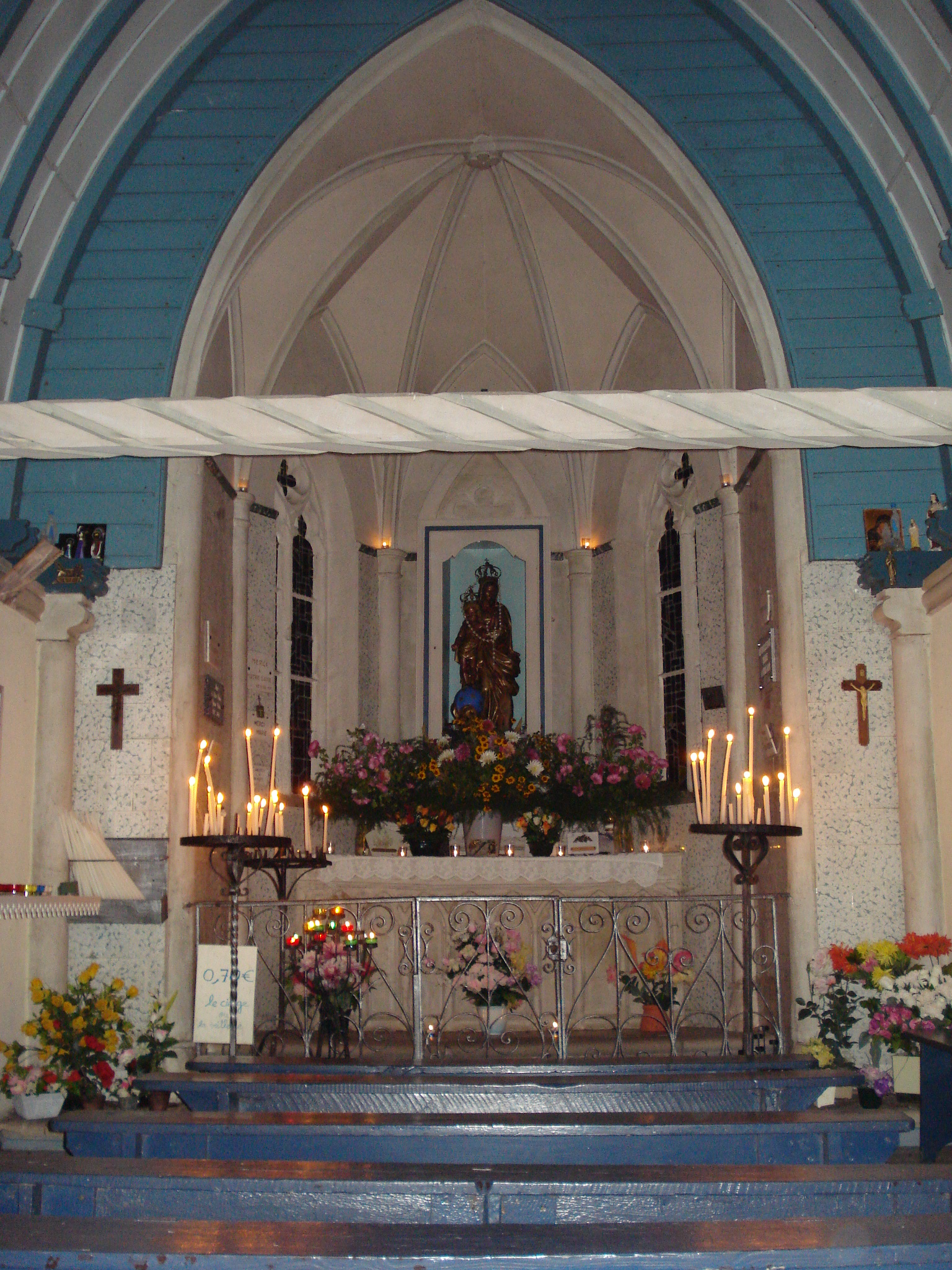
Intérieur
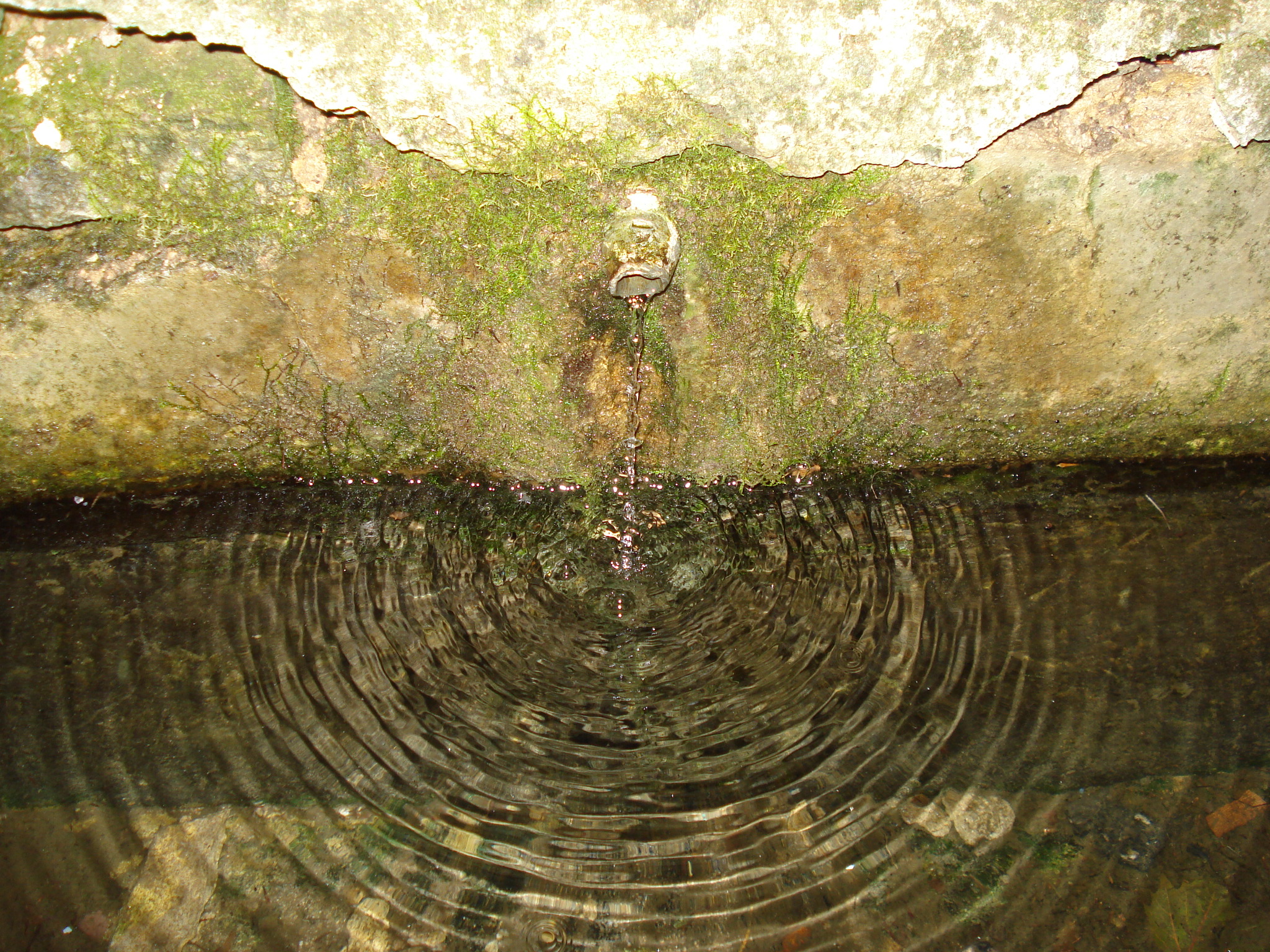
La source
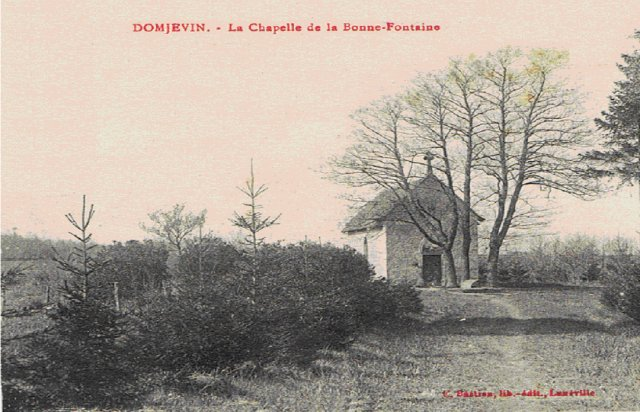
Ancienne chapelle de 1851
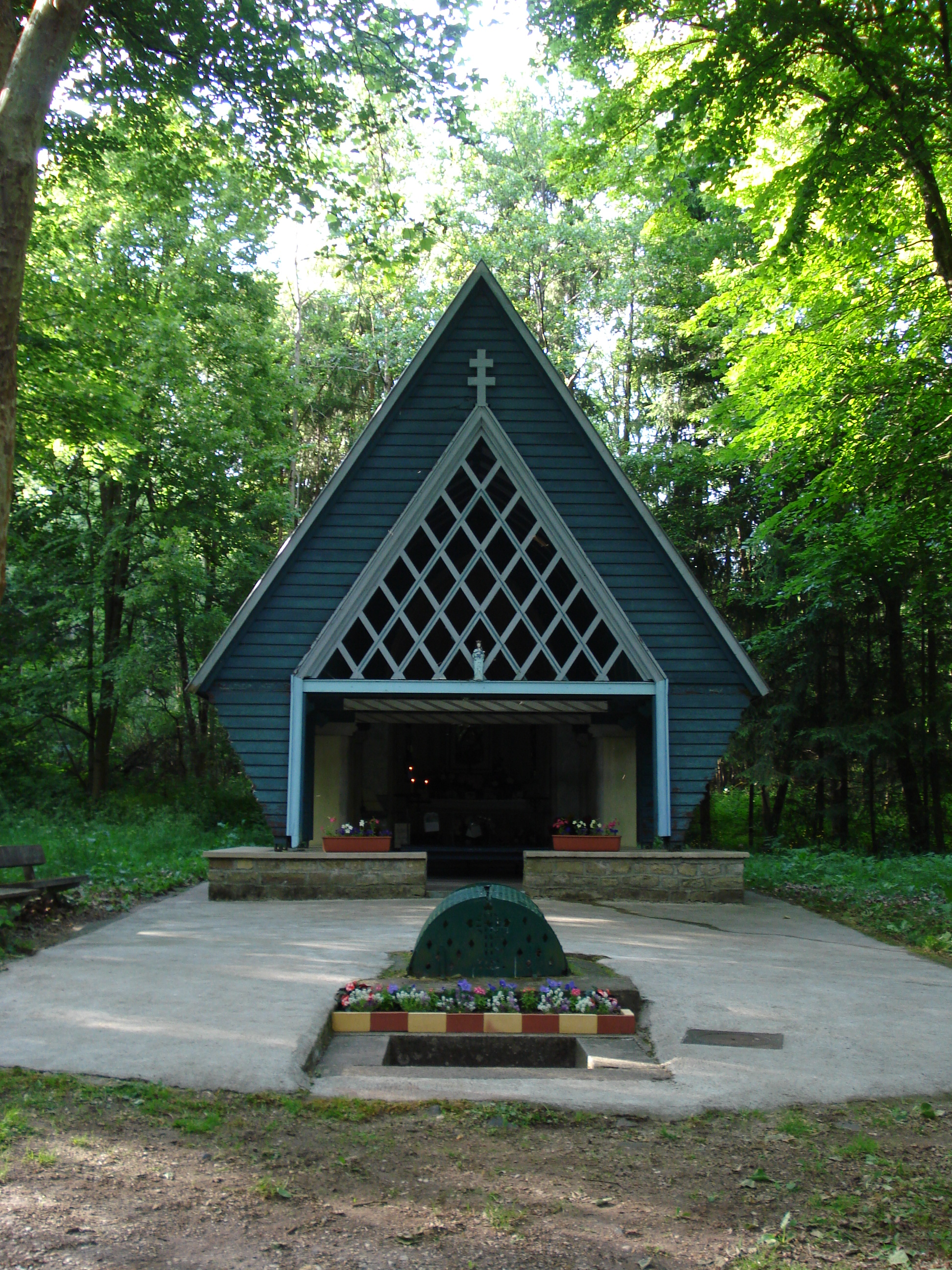
Façade
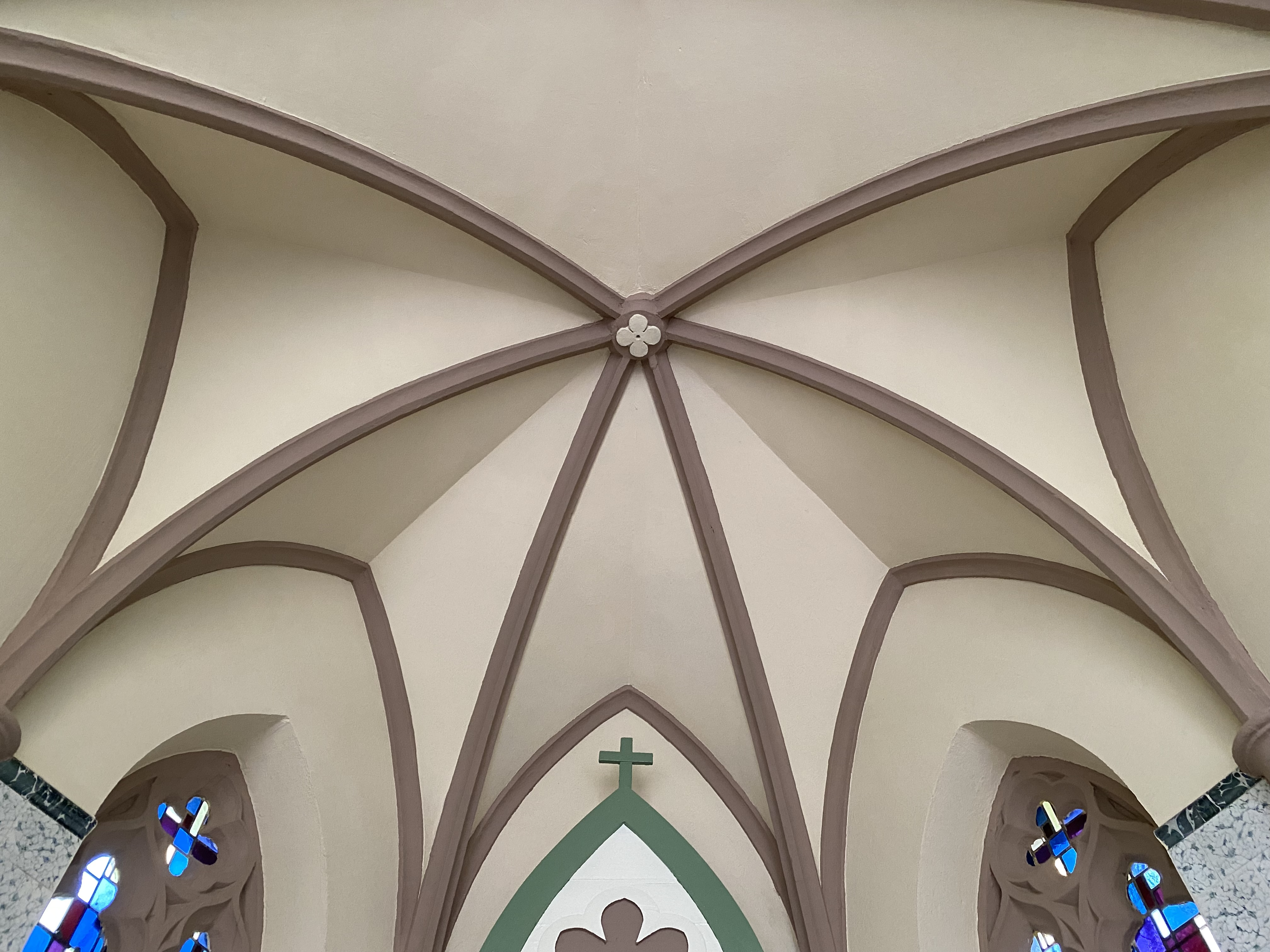
Voûtes